# Geneston

Localització de Geneston

Geneston (en gal·ló Jenezton) és un municipi francès, situat al departament de Loira Atlàntic, a la regió de Loira Atlàntic, que històricament ha format part de la Bretanya. L'any 2006 tenia 3.233 habitants. Limita amb els municipis de Saint-Philbert-de-Grand-Lieu, Pont-Saint-Martin, La Chevrolière, Le Bignon, Montbert, Saint-Colomban a Loira Atlàntic i Saint-Philbert-de-Bouaine a Vendée.

## Demografia
| Evolució de la població Cassini i INSEE |       |      |      |      |      |      |      |      |
| 1793                                    | 1800  | 1806 | 1821 | 1831 | 1836 | 1841 | 1846 | 1851 |
| -                                       | 1.119 | -    | -    | -    | -    | -    | -    | -    |

| 1856 | 1861 | 1866 | 1872 | 1876 | 1881 | 1886 | 1891 | 1896 |
| ---- | ---- | ---- | ---- | ---- | ---- | ---- | ---- | ---- |
| -    | -    | -    | -    | -    | -    | -    | -    | -    |

| 1901 | 1906 | 1911 | 1921 | 1926 | 1931 | 1936 | 1946 | 1954 |
| ---- | ---- | ---- | ---- | ---- | ---- | ---- | ---- | ---- |
| -    | -    | -    | -    | -    | -    | -    | -    | 719  |

| 1962 | 1968 | 1975  | 1982  | 1990  | 1999  | 2006 | 2011 | 2016 |
| ---- | ---- | ----- | ----- | ----- | ----- | ---- | ---- | ---- |
| 821  | 952  | 1.252 | 1.595 | 1.958 | 2.217 | -    | -    | -    |

| 2019 | - | - | - | - | - | - | - | - |
| ---- | - | - | - | - | - | - | - | - |
| -    | - | - | - | - | - | - | - | - |

## Administració
| Període   | Identitat      | Partit |
| --------- | -------------- | ------ |
| 2001-2008 | Michel Garnier |        |
| 2008-2014 | Gérard Gouraud |        |
| 2014-     | Karine Paviza  |        |

## Agermanaments
- Covelo.
- Fénis.